# اسکراب (دست‌ساخته)

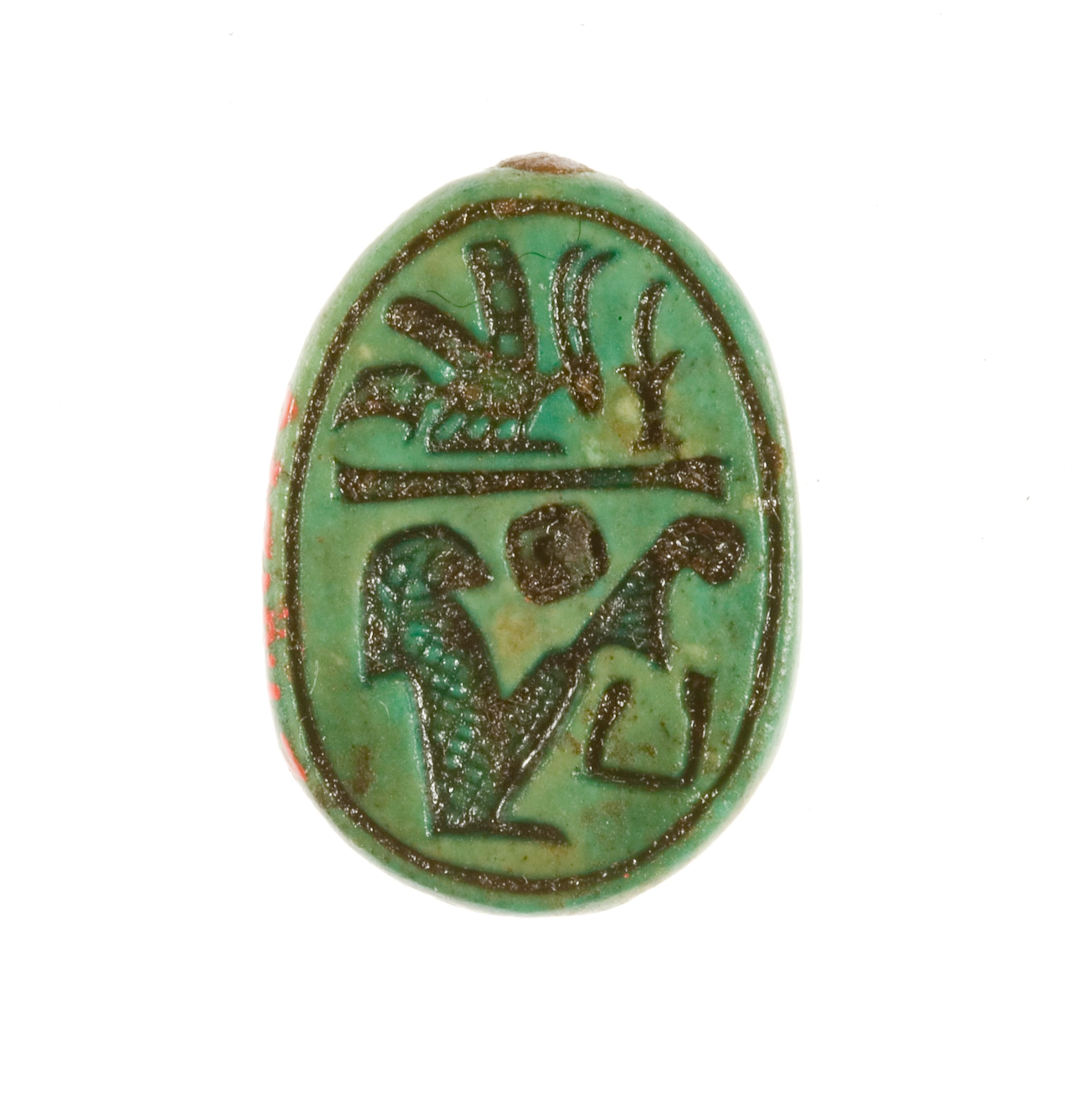
اسکراب برای پادشاه مصر علیا و سفلی حتشپسوت نوشته (هتشپسوت) شده‌است. حدود ۱۴۷۹–۱۴۵۸ قبل از میلاد، موزه متروپولیتن هنر

اسکراب (انگلیسی: Scarab) تعویذهای سوسک شکل و مهرهای چاپی هستند که به‌طور گسترده در سراسر مصر باستان محبوب بودند. تعداد زیادی از آنها هنوز هم باقی مانده‌اند. از طریق کتیبه‌ها و گونه‌شناسی (باستان‌شناسی)، آنها ثابت می‌کنند که منبع مهمی از اطلاعات برای باستان‌شناسان و مورخان دنیای باستان هستند و مجموعه قابل توجهی از هنر مصر باستان را نشان می‌دهند.